# Browne (Familie)

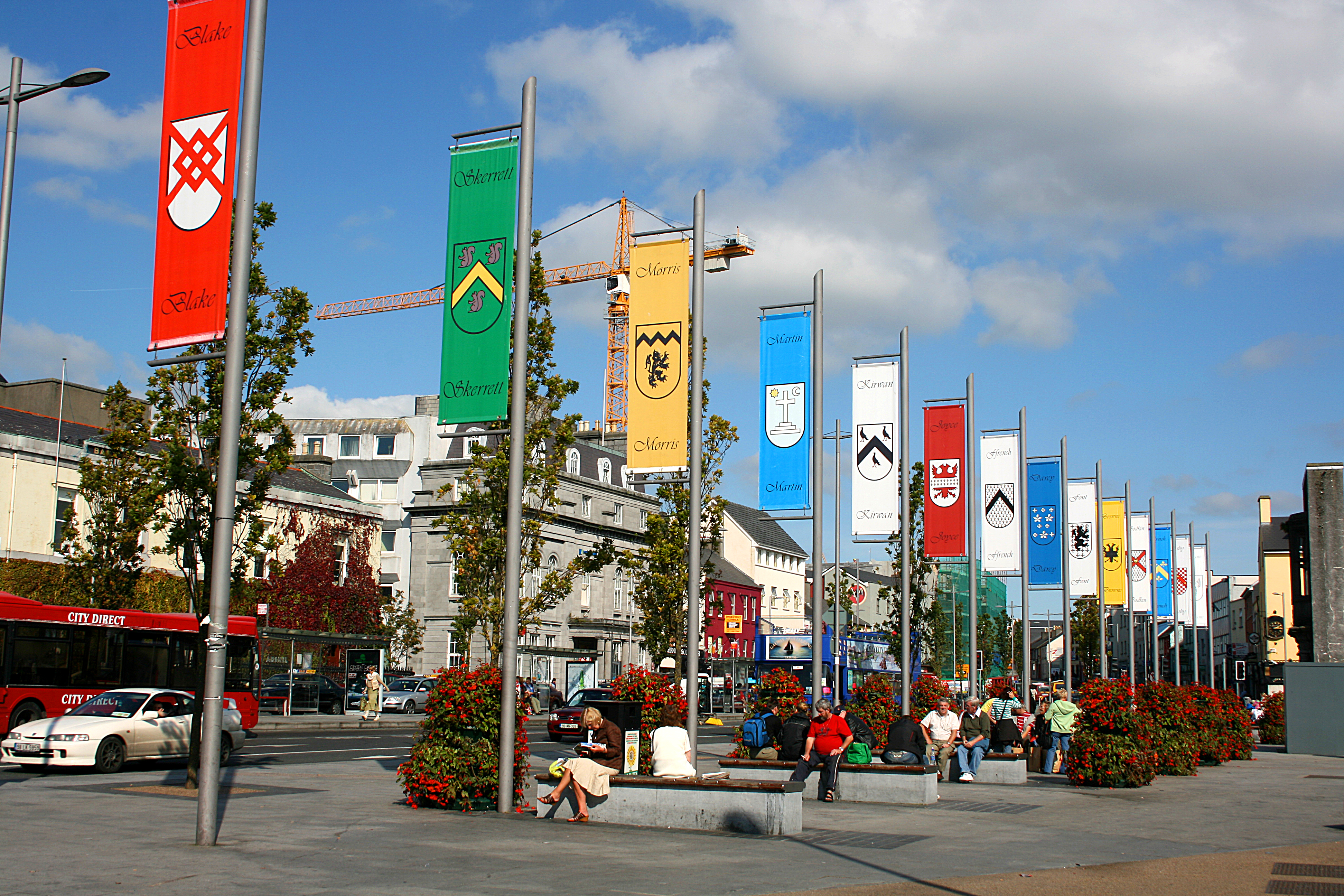
Die Fahnen der Tribes am Eyre Square

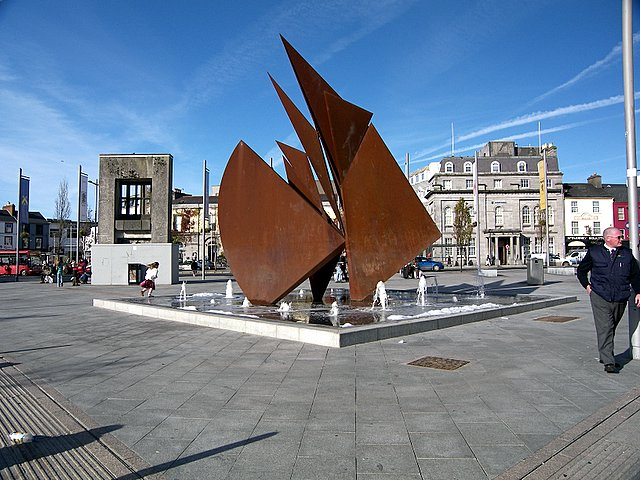
Brunnenplastik mit dem "Browne doorway" - links

Die Browne-Familie irisch Brún, aus Galway ist eine jener anglo- bzw. cambro-normannischen Familien, die die Stämme von Galway (englisch Tribes of Galway) genannt werden und über Jahrhunderte die Stadt und das Umland im irischen County Galway beherrschten. 

## Geschichte
Die Vorfahren der Brownes kamen bereits im Jahre 1170, mit Richard de Clare, 2. Earl of Pembroke (genannt Strongbow), auf die Insel und wurden im 14. Jahrhundert eine der mächtigen Familien in der Stadt. Die meisten Normannen kamen nicht aus England, sondern aus Wales, weshalb sie von Mediävisten als Cambro-Normannen bezeichnet werden. Es existieren oft keine genauen Aufzeichnungen darüber, wann die einzelnen Familien nach Galway kamen.
Philippus de Browne wurde im Jahre 1172 zum Gouverneur von Wexford ernannt. 1178 ging er nach England zurück und brachte 60 bewaffnete Ritter mit, die sich an der Belagerung von Limerick beteiligten, wo er ein führender Politiker wurde. Er hatte drei Söhne, darunter war Walter, der sich im County Galway niederließ, wo seine Nachfahren blieben.
David Browne, der ein Zeitgenosse Richard Óg de Burghs (1259–1326) war, starb im Jahre 1303. Sein Sohn Stephen ließ sich zunächst nahe Dublin nieder. Ein Zweig der Familie ließ sich dann in Brownstown nahe Loughrea nieder und gelangte über Athenry nach Galway. Die Brownes stellten sechs Mal den Bürgermeister von Galway.
Die Familie verzweigt sich noch in Irland in die Häuser Browne-Browne, Browne-Camus und Browne-Montagu.
Angehörige waren seit
- 1554 Viscount Montagu
- 1622 Baronets of Molahiffe
- 1689 Viscount Kenmare und Baron Castlerosse
- 1771 Earls of Altamont
- 1779 Reichgrafen (HRR)
- 1800 Marquess of Sligo
- 1801 Earl of Kenmare
- 1836 Baron Oranmore and Browne

Nachfahren der Familie Browne leben noch in und um Galway und im County Mayo. 

## Angehörige
- Mary Bonaventure Browne (nach 1610 – nach 1670), irische Klarissin, Äbtissin und Historikerin
- Georg Browne (1698–1792), russischer Feldmarschall
- John Browne, 1. Marquess of Sligo KP (1756–1809), irisch-britischer Peer und Politiker
- Johann Georg von Browne-Camus (1767–1827), russischer Oberst und Malteser-Ritter sowie Förderer von Ludwig van Beethoven
- George Browne, 8. Viscount Montagu (1769–1793)
- Howe Browne, 2. Marquess of Sligo (1788–1845), irischer Staatsmann
- Geoffrey Browne, 3. Baron Oranmore and Browne (1861–1927)
- Dominick Browne, 4. Baron Oranmore and Browne (1901–2002)
- Jeremy Browne, 11. Marquess of Sligo (1939–2014), irischer Adeliger und Politiker